# Oregonichthys
Oregonichthys är ett släkte av fiskar. Oregonichthys ingår i familjen karpfiskar.
Kladogram enligt Catalogue of Life:
| Oregonichthys | \| \| Oregonichthys crameri \| \| \| \| \| \| Oregonichthys kalawatseti \| \| \| \| |
|               | \| \| Oregonichthys crameri \| \| \| \| \| \| Oregonichthys kalawatseti \| \| \| \| |
|               | Oregonichthys crameri                                                               |
|               |                                                                                     |
|               | Oregonichthys kalawatseti                                                           |
|               |                                                                                     |